# Gifted/ギフテッド
『gifted/ギフテッド』（原題: Gifted）は、2017年にアメリカ合衆国で公開されたドラマ映画である。監督はマーク・ウェブ、主演はクリス・エヴァンスとマッケンナ・グレイスが務めた。

## ストーリー
7歳になるメアリー・アドラーは、フロリダ州タンパ近くの小さな町で、叔父のフランクや隻眼の猫フレッドと一緒に暮らし、近くに住む中年女性のロバータを親友と呼び慕っている。学校が始まり、登校したメアリーは算数の授業で驚くべき数学の才能（ギフテッド）を見せた。
担任教師のボニー・スティーヴンソンはメアリーの頭脳に感嘆し、その才能を歓迎する。しかし調べてみると、彼女の母親ダイアンはミレニアム問題のひとつであるナビエ–ストークス方程式の解明に迫る天才数学者として将来を嘱望されながらも、既に自殺していることが判明する。
渋々学校に通い続けていたメアリーだが、ある日送迎バスの中でクラスメイトのジャスティンをわざと転ばせた12歳の上級生を殴り、鼻の骨を折ってしまう。メアリーが手に余ると感じた校長はフランクを呼び出すと、彼女を奨学金付きでギフテッド向けの学校に編入させる伝手があると申し出るが、フランクはメアリーを普通の女の子として育てる決心を固めており、申し出を断る。
すると間もなく、メアリーの祖母であるイヴリンが2人のもとへ訪ねてきた。自身も数学者だったイヴリンはメアリーを才能に見合った最高の教育環境に置くべきだと主張するが、フランクはダイアンが望むのはメアリーに普通の生活を送ってもらうことだと返答する。フランクとイヴリンは養育権を巡って法廷で争うことになり、メアリーの顔すら知らない父親までも現れた。裁判が進むと、フランクが雇った弁護士は「相手側は負けを覚悟しているが、実際には自分達が負けるだろう」とフランクに告げ、この状態で和解に持ち込むことが最善手だと提案する。
フランクは苦渋の決断を下し、親権を保持したままメアリーを里子に出すことを決めた。メアリーはフランクの家から車で25分ほどの距離にある里親の家に住み、イヴリンが推薦する私立学校に通うことになる。フランクは嫌がるメアリーを猫のフレッドと共に里親の家に残し、彼女の前から去っていった。フランクとイヴリンは定期的に面会する権利を得ていたが、次にフランクが里親の家を訪ねた時、フランクはメアリーの拒絶を理由に会うことを許されなかった。
ある日、ボニーが学校の掲示板を見ていると、フレッドの引き取り手を捜す動物愛護センターのポスターが貼られている。ボニーの報せを受けたフランクが車を飛ばし、薬で処分される寸前だったフレッドを助け出すと、センターの職員からアレルギーが原因で持ち込まれたと聞かされる。フランクはイヴリンの仕業だと確信すると、フレッドと共にいた数匹の猫を引き取り、里親の家へと向かった。
里親の家で家庭教師と共にメアリーに教育を施すイヴリンを見つけたフランクは、1冊のノートをイヴリンに差し出してメアリーを連れ帰ろうとするが、メアリーは逃げ出してしまう。ノートの題字は、ダイアンがナビエ–ストークス方程式を解読した論文であることを表していた。メアリーに追いつき謝罪を受け入れられたフランクはイヴリンと対峙し、ダイアンからイヴリンの死後に論文を公表するよう頼まれていたことを明かすと、論文を発表することになれば忙しくてメアリーの養育どころではないだろうと語りかける。論文を受け取ったイヴリンは、フランクと共に帰っていくメアリーを見送った。
再びフランクと暮らすことになったメアリーは、フランクの送迎で大学に通い授業を受けるようになる。しかし、放課後になれば元いた学校の生徒達と共に楽しく遊んでいた。

## キャスト
※括弧内は日本語吹替
フランク・アドラー
演 - クリス・エヴァンス（加瀬康之）
メアリーの叔父。現在は船の修理工だが、以前はボストン大学の准教授だった。自殺直前の姉ダイアンからメアリーを預けられて以来2人で暮らしており、心からメアリーの幸せを願っている。
メアリー・アドラー
演 - マッケンナ・グレイス（新井美羽）
フランクの姪。ダイアンの娘。ギフテッドであり、7歳にして驚異的な頭脳を持っていて言動も大人びているが、年相応の子供らしさも有している。
イヴリン・アドラー
演 - リンゼイ・ダンカン（倉野章子）
メアリーの祖母。フランクとダイアンの母親。猫アレルギー。厳格な性格の元数学者で、子供達に英才教育を施し、孫娘のメアリーにもそれをしようとする。17歳のダイアンが恋人とスキーに行った際に、誘拐されたと警察に通報し裁判まで起こしたことがある。
ロバータ・テイラー
演 - オクタヴィア・スペンサー（田村聖子）
メアリーとフランクの隣人である中年女性。メアリーとは親友で、彼女の事を常に気に掛けている。
ボニー・スティーヴンソン
演 - ジェニー・スレイト（渋谷はるか）
メアリーの担任教師。フランクと交友を深めるうち彼に惹かれていく。
グレッグ・カレン
演 - グレン・プラマー（石田圭祐）
フランクの弁護士。
オーブリー・ハイスミス
演 - ジョン・フィン（大塚芳忠）
イヴリンの弁護士。
グロリア・デイヴィス
演 - エリザベス・マーヴェル
メアリーが通う学校の校長。メアリーを厄介者であると感じている。
シーモア・シャンクランド
演 - ジョン・スクラロフ
大学の数学教授。メアリーの能力を試すため、わざと誤った記述の問題を用意するが、見事に看破される。
リジュアン
演 - ジョナ・チャオ
パット・ゴールディング
演 - ジュリー・アン・エミリー
メアリーに対し、家庭環境についての聞き取り調査を行い、子供らしからぬ回答に困惑する。
ブラッドリー・ポラード
演 - キーア・オドネル
メアリーの父親。ハイスミス弁護士に証人として召喚されるが、メアリーの顔やミドルネームを知らず、ダイアンの死後に探そうとしたこともない。
エドワード・ニコルズ
演 - ジョン・M・ジャクソン（宝亀克寿）
メアリーの親権を巡る裁判を担当する判事。同様の裁判で決め手に欠ける場合、経済力で判断する傾向にある。
フレッド
メアリーが飼っている猫。隻眼。
ダイアン・アドラー
メアリーの母親。フランクの姉。天才数学者としてナビエ–ストークス方程式に挑んでいたが、赤ん坊のメアリーをフランクに預けて自殺した。

## 製作
2015年8月、マーク・ウェブ監督の新作にクリス・エヴァンスが出演するとの報道があった。9月、マッケンナ・グレイス、オクタヴィア・スペンサー、リンゼイ・ダンカン、ジェニー・スレイトの出演が決まった。10月、本作の主要撮影がジョージア州で始まった。11月、ジュリー・アン・エミリーが本作に出演すると報じられた。

## 公開
本作は2017年4月12日に全米公開される予定だったが、後に公開日が同年4月7日に前倒しされることになった。

## 興行収入
2017年4月7日、本作は全米56館で限定公開され、公開初週末に44万6380ドルを稼ぎ出し、週末興行収入ランキング初登場16位となった。12日には公開規模が1146館にまで拡大し、週末に309万ドルを稼ぎ出し、週末興行収入ランキング6位となった。

## 評価
本作は批評家から好意的に評価されている。映画批評集積サイトのRotten Tomatoesには157件のレビューがあり、批評家支持率は73%、平均点は10点満点で6.4点となっている。サイト側による批評家の見解の要約は「『gifted/ギフテッド』はその小さな主人公ほど輝いているわけではない。しかし、魅力あるキャスト陣は展開が予想できる設定から、感動的なドラマを何とか作り出せている。」となっている。また、Metacriticには33件のレビューがあり、加重平均値は60/100となっている。なお、本作のCinemaScoreはAとなっている。
『シカゴ・サンタイムズ』のリチャード・ローパーは本作に4つ星評価で4つ星満点を与え、「『gifted/ギフテッド』は2017年最高の映画ではない。しかし、私のお気に入りの一本である。」と評している。